# تقرن الجلد الاحمراري
تقرن الجلد الاحمراري أو احمرار الجلد التقراني هو مجموعةٌ من اضطرابات التقرن، ويشمل:
- تقرن الجلد الاحمراري المتغير [الإنجليزية]
- تقرن الجلد الاحمراري مع رنح
- تقرن الجلد الاحمراري المتناظر المترق